# Турье-Реметовская сельская община
Турье-Реметовская сельская общи́на (укр. Тур'є-Реметівська сільська громада) — территориальная община в Ужгородском районе Закарпатской области Украины.
Административный центр — село Турьи Реметы.
Население составляет 16 129 человек. Площадь — 442,7 км².

## Населённые пункты
В состав общины входит 17 сёл:
- Завбуч
- Ликицары
- Липовец
- Лумшоры
- Маюрки
- Мокрая
- Ольшинки
- Полянская Гута
- Порошково
- Раково
- Свалявка
- Турица
- Турички
- Турьи Реметы
- Турья Быстрая
- Турья Пасека
- Турья Поляна